# Balogh Eleni
Balogh Eleni (?, 1999. szeptember 21. –) magyar modell, szépségkirálynő.
2019-ben került a reflektorfénybe, amikor 19 évesen megnyerte a balatonfüredi szabadidő- és konferencia-központban megrendezett szépségversenyt, amivel elnyerte a Miss Balaton címet.

## Szereplései
A budapesti Balogh Eleni már 13 éves kora óta modellkedett és több világmárka reklámfilmjében is szerepelt. 2019-ben indult a Miss Balaton szépségversenyen, majd elnyerte a koronát, továbbá közönségszavazás győztese is ő lett.  A koronát kivételesen három éven keresztül birtokolhatta, mivel a koronavírus miatt csak 2022-ben került sor új királynő választására.
2023-ban Balogh Eleni párjával Soós Dáviddal a Nyerő Páros című RTL valóságshow műsorának szereplői voltak.
A TV2 csatornán sugárzott Szerencsekerék vetélkedőben Kasza Tibor műsorvezető melletti szerencselány 2025 nyarától - Sydney van den Bosch szülési szabadsága távozása végett - Balogh Eleni lett.
Az nlc-nek adott interjúban elmondta, hogy az életét teljesen megváltoztatta a Miss Balaton, akkor indult be a modellkarrierje, illetve influenszerként is akkor kapta az első munkáit. Az elért sikerek ellenére mindig szeretne még többet és nagyobbat álmodni. A média, a tévézés az, amiben szeretne a jövőben jobban részt venni. A fő célja a műsorvezetés.

## Tanulmányai
2019-ben érettségizett, majd a modellkedési munkái mellett végezte felsőfokú tanulmányait. A Budapesti Gazdaságtudományi Egyetem kereskedelem és marketing szakára járt, közgazdász diplomát szerzett. 

## Magánélete
A Magyarországon ritka, görög eredetű nevét nagypapája származása miatt kapta. A divatszakma nem állt távol tőle, hiszen az édesanyja szintén ezen a terülten dolgozik, fiatalon szintén modellkedett  Ezzel kapcsolatban elmondta, hogy „Bár még sosem voltunk egy kifutón anyával, nagy álmom válna valóra, ha ez megvalósulna”  A szülei fiatalon elváltak. Az apukája focista volt, így a foci világában nőtt fel. 
Balogh Eleni párja Soós Dávid labdarúgó, aki a REAC igazolt játékosa. Kapcsolatuk tinédzserkori szerelemből indult,  Eleni 16, Dávid pedig 17 éves volt, amikor egymásba szerettek. Az évek alatt egyszer szakítottak, de újra egymásra találtak. Soós Dávid 2025 nyarán kérte meg Eleni kezét, a lánykérésre Míkonosz szigetén, a tengerparton került sor.  Balogh Eleni és párja baráti viszonyban állnak Curtissel és menyasszonyával.